# گل گندم زبر
گل گندم زبر (نام علمی: Centaurea virgata) نام یک گونه از سرده گل گندم است.

## نگارخانه

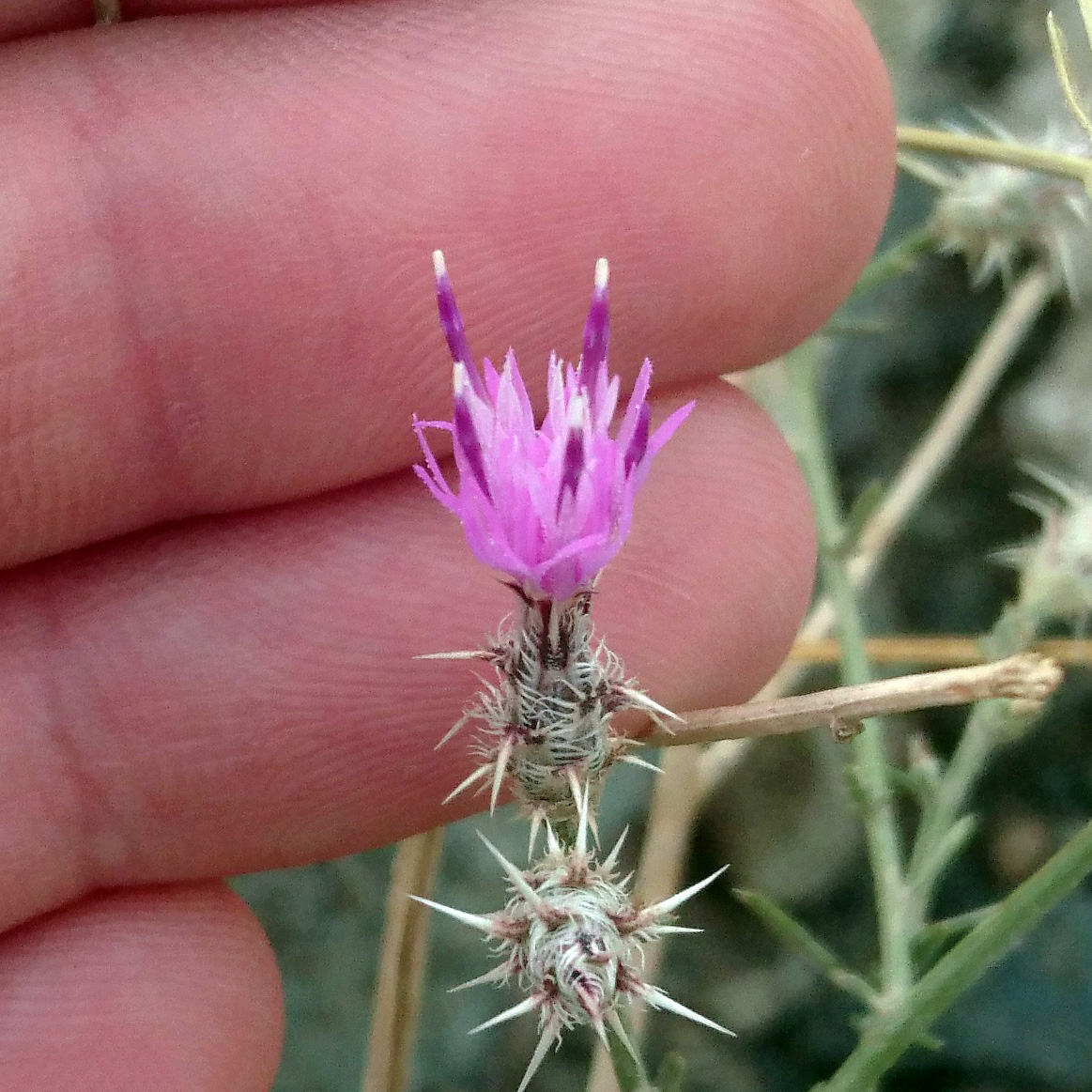
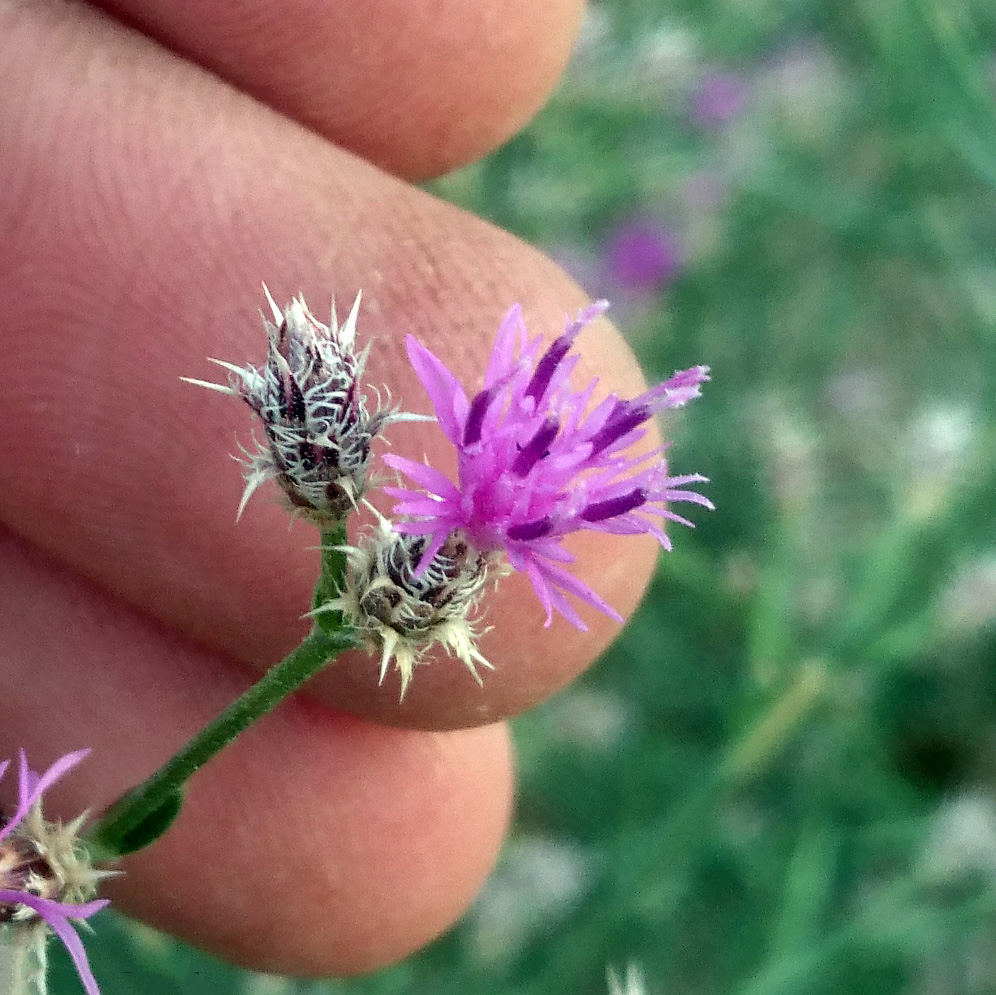
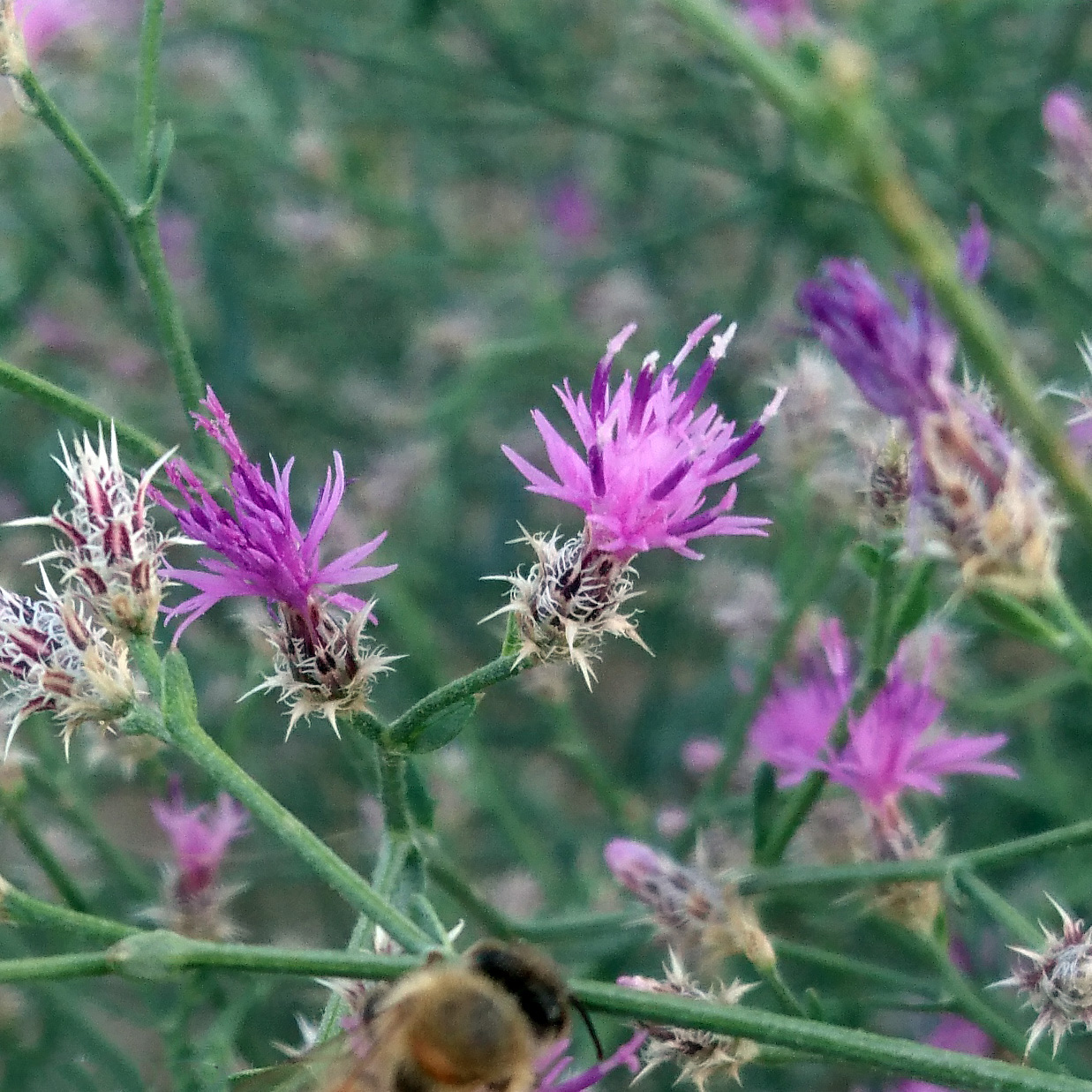
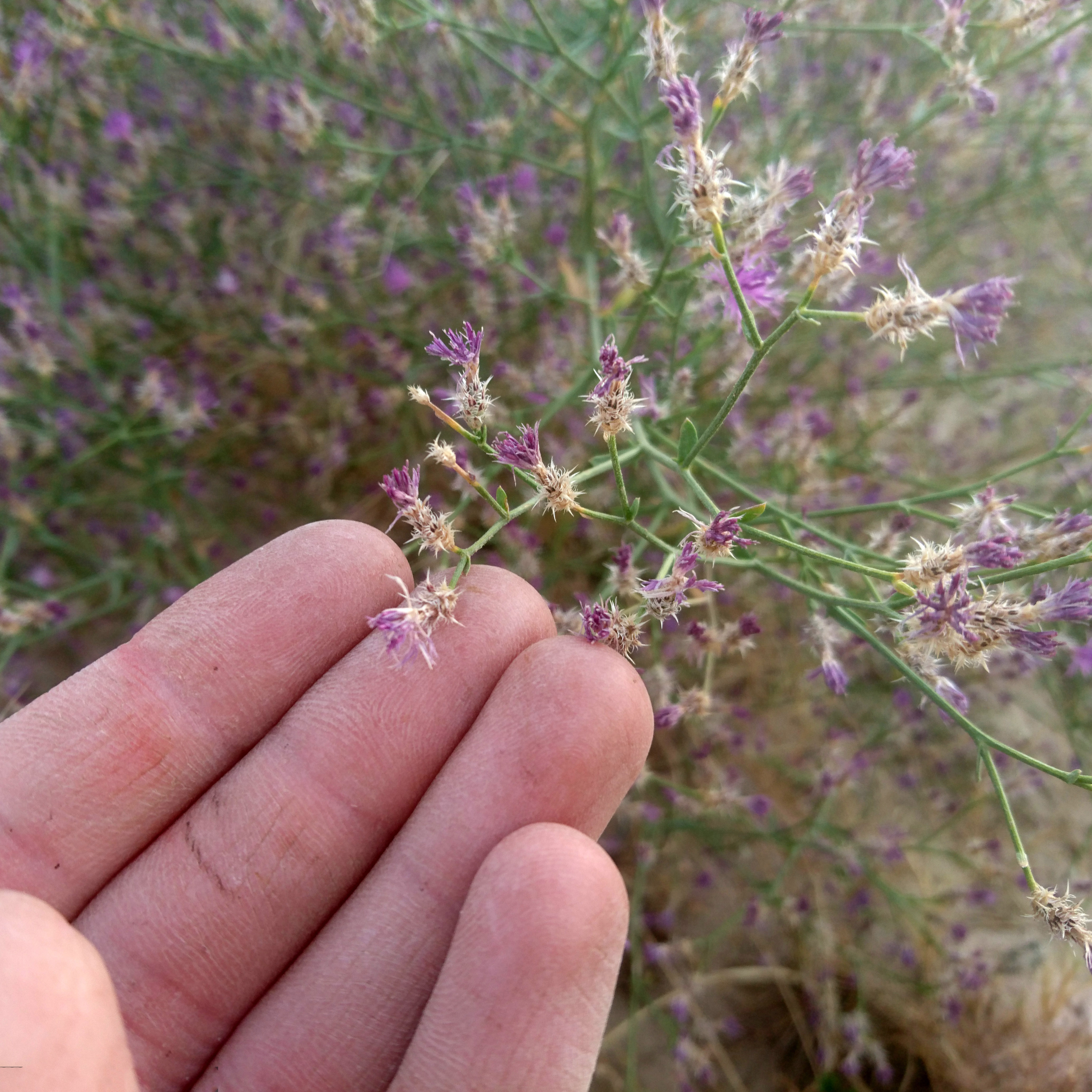
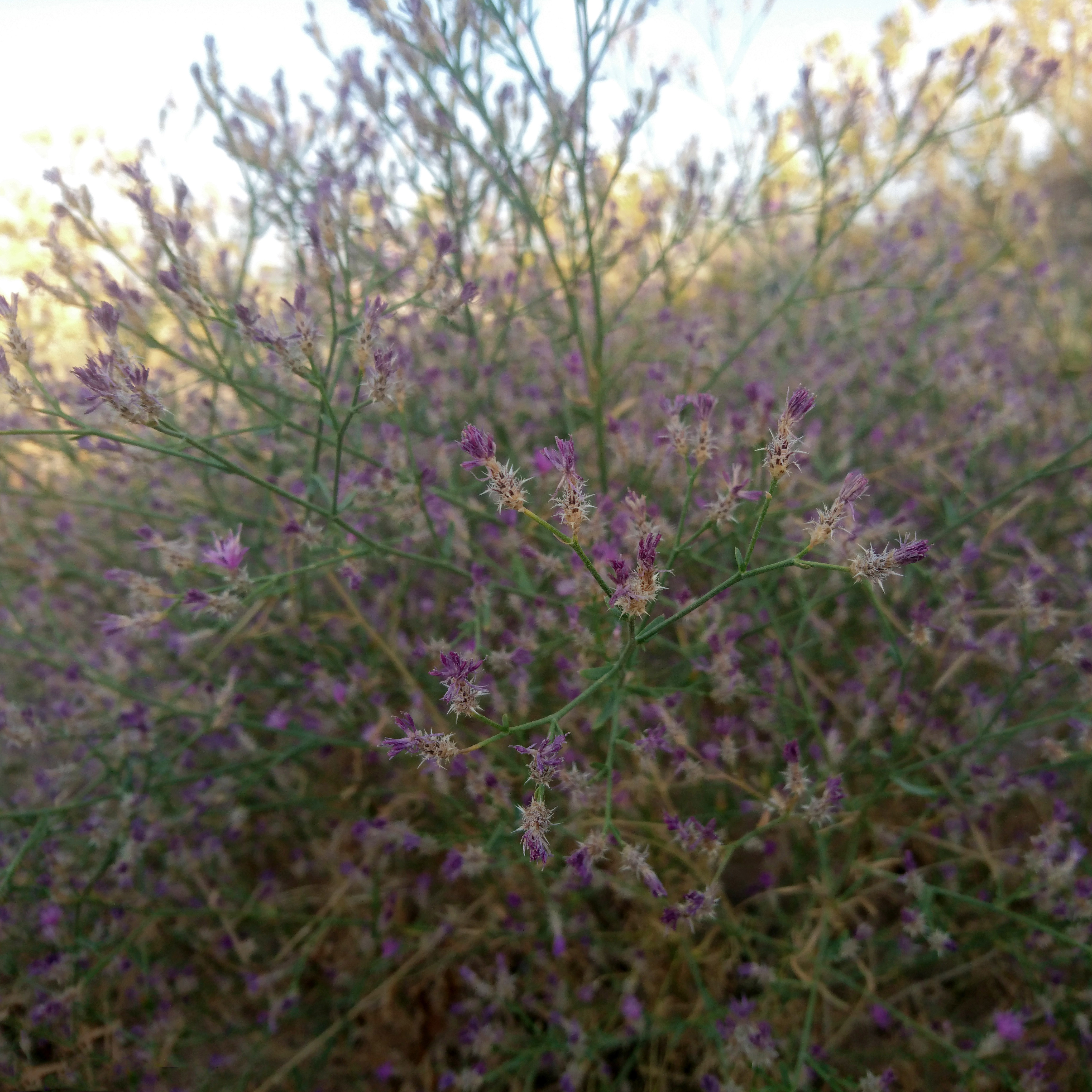
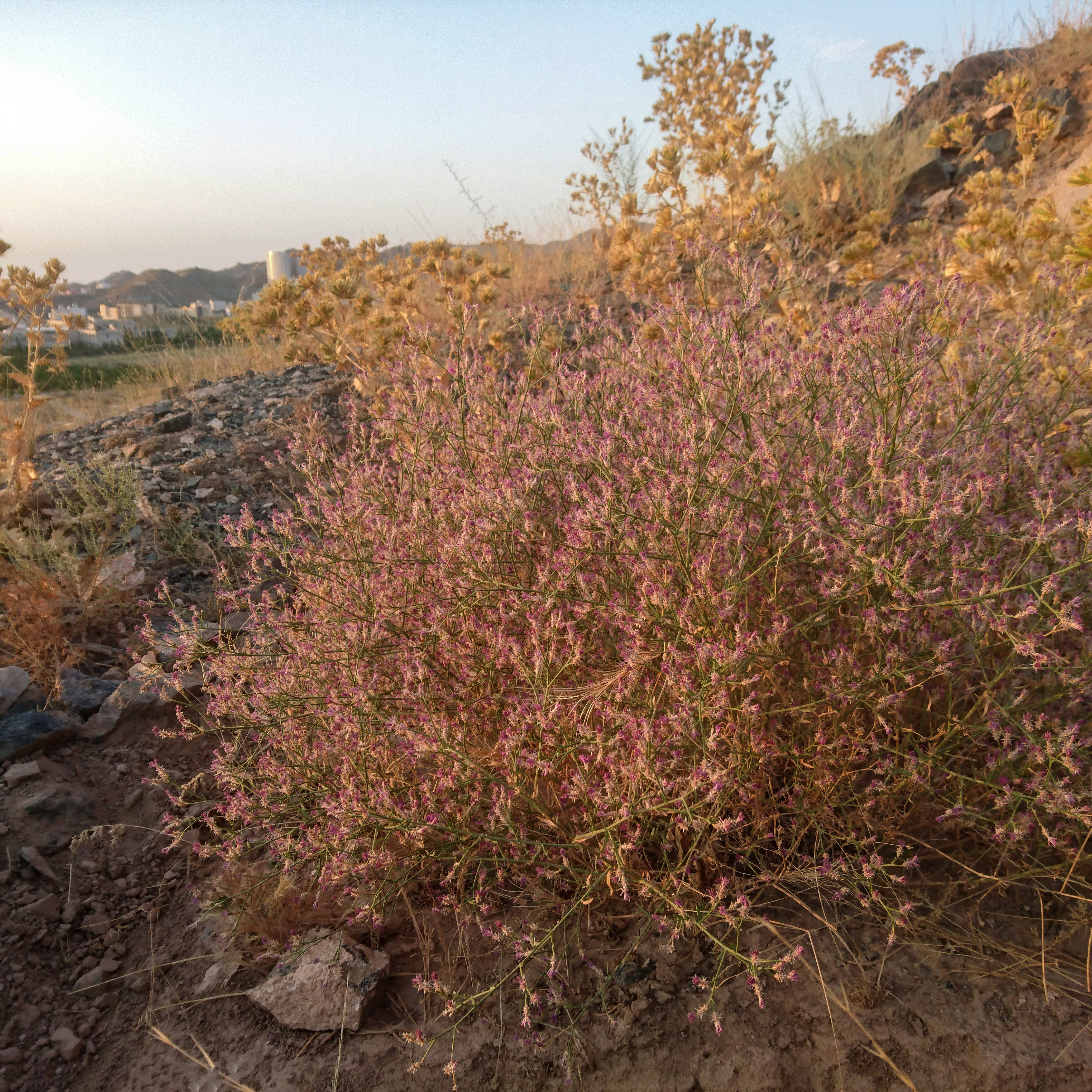